# Kocham tylko ciebie
Kocham tylko ciebie (ang. For Your Love, 1998–2002) – amerykański serial komediowy nadawany przez stacje NBC i The WB od 17 marca 1998 roku do 11 sierpnia 2002 roku. W Polsce nadawany był dawniej na kanale TVP1.

## Obsada
- Holly Robinson Peete jako Malena Ellis
- James Lesure jako Mel Ellis
- Tamala Jones jako Barbara Jean „Bobbi” Seawright Ellis
- Edafe Blackmon jako Reggie Ellis
- Dedee Pfeiffer jako Sheri Winston
- D.W. Moffett jako Dean Winston
- Natalie Desselle jako Eunetta (1998-2002)
- Jessica Kiper jako Amber (1999-2002)
- Stuart Pankin jako pan Gerard (1998-2000)
- Eugene Byrd jako Omar Ellis (2002)

i inni